# Саньсіндуй

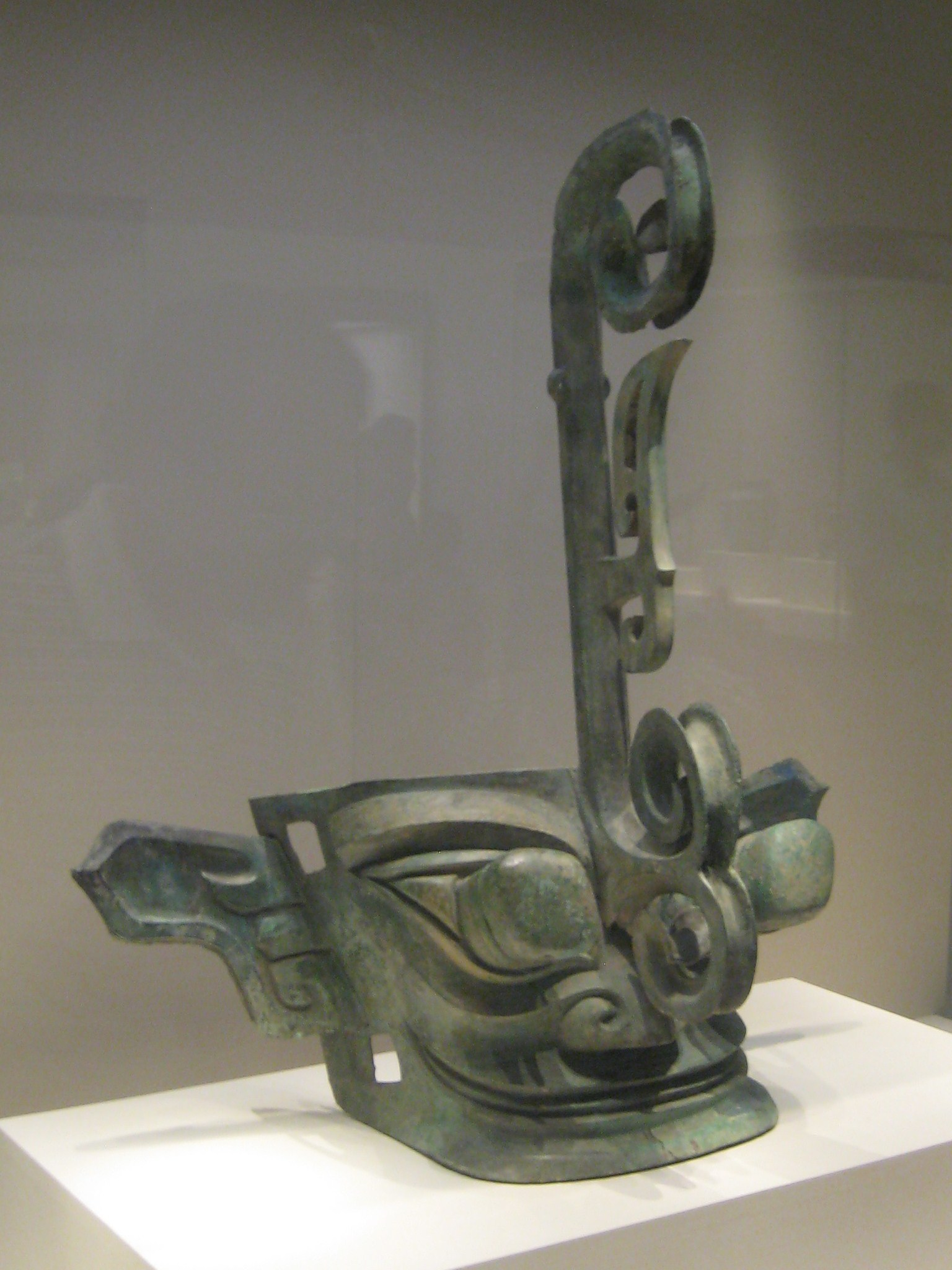
Бронзова маска (Саньсіндуй)

Саньсіндуй (кит. 三星堆, пін. Sānxīngduī) — одна з найважливіших археологічних пам'яток Китаю бронзової доби, що радіовуглецеве датована 12-11 сторіччями до н. е.. Виявлена 1929 року на території однойменної місцевості у повіті Гуанхань провінції Сичуань. Розкопки тривають з 1930-х років дотепер. Повторне відкриття пам'ятки сталося 1986 року.[джерело?] Віднесене до обнойменної Саньсіндуйської культури бронзової доби, що віднесена археологами до царства Шу.

## Гіпотези виникнення
У сучасній науковій літературі, насамперед, виданої в КНР, найбільшого поширення набула гіпотеза, що речі, винайдені у Саньсіндуй були створені представниками етнокультурної спільності Шу 蜀, відомої лише з текстуальних згадок. За цим припущенням, ця культура розвинулася з південних і південно—західних неолітичних культур, зберегла і примножила самобутність місцевих звичаїв і художніх традицій. На підставі письмових відомостей про легендарну давнину і міфологічні сюжети дослідники висловлюють припущення про можливу історію співіснування названої спільності і найдавніших державних утворень, допускаючи епізоди військових конфліктів між ними. Таке трактування пропонується, наприклад, для легенд про війни Хуанді, міфічного родоначальника китайського етносу і засновника китайської державності, з південними народностями, званими в письмових джерелах «три мяо» (сань мяо 三苗). Викладена гіпотеза вразлива по багатьох пунктах і не містить чіткого пояснення ні настільки явних лакун у гіпотетичній історії спільності Шу, яка мовби несподівано проявила себе в другій половині II тис. до н. е. і так само несподівано потім зникла; ні її етнічної та культурної своєрідності.
Однак, незалежно від справжньої етнокультурної характеристики творців «саньсіндуйських» речей, не викликає особливих сумнівів той факт, що їх раціональні знання і художні досягнення зробили помітний вплив на культуру і мистецтво іньців. Відомо, що як раз у XIII ст. до н. е. іньське бронзоливарне виробництво вступило в якісно нову фазу розвитку, що ознаменувався різким підвищенням якості виробу і ускладненням їх орнаментації. Орнаментальний мотив таотє 饕餮, що став типовим для декору іньських бронз, демонструє певну морфологічну схожість із «саньсіндуйськими» антропоморфними зображеннями.
Вплив «саньсіндуйського» мистецтва на давньокитайське мистецтво, всупереч неясності долі самої спільності Шу, простежується і в більш пізні століття. Так, у I–II ст. н. е. у південно—західному регіоні Китаю та сусідніх з ним районах утвердився звичай поміщати в поховання так звані грошові дерева (цянь шу 钱树) і керамічні світильники у вигляді дерев, які мають очевидну конструктивну та художну схожість з «саньсіндуйською» моделлю «дерева». У цьому зв'язку припускають, що традиція монументальної бронзової скульптури, що зародилася в Китаї, ймовірно, наприкінці I тис. до н. е., теж сходить до «саньсіндуйського» бронзоливарного виробництва і образотворчого мистецтва.

## Дослідження

### Початкові

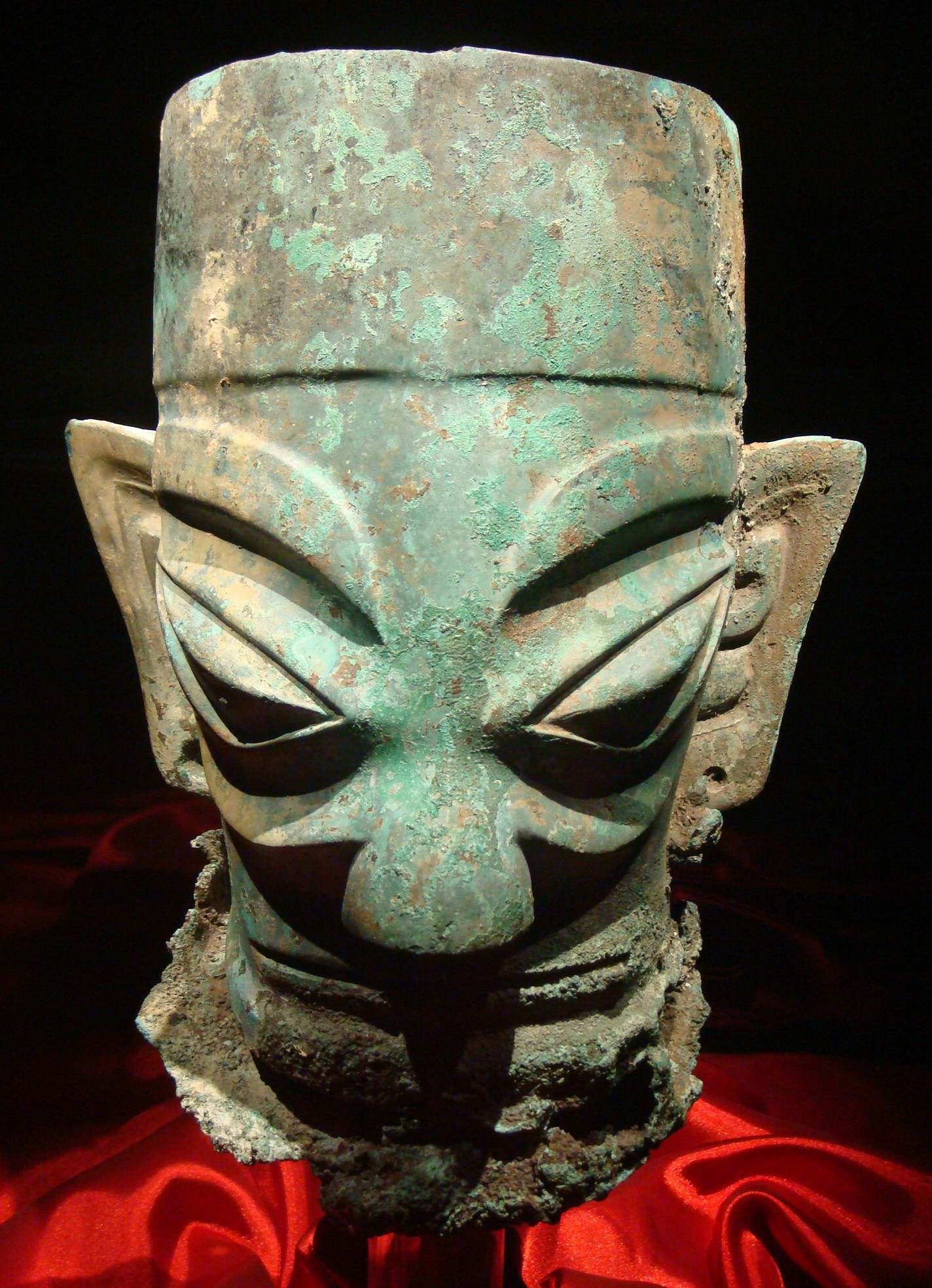

В результаті археологічних робіт, розпочатих ще у 1930-х роках, на території Саньсіндуя був розкрито масштабний комплекс загальною площею 17 км², що складається з 4 стратиграфічних шарів, які датуються 2800–1000 роками до н. е. Два нижніх шару містили вироби (в першу чергу, керамічні), що вказують на існування місцевої спільноти, спорідненої південним і східним неолітичним культурам (розташованим відповідно в районах середньої течії ріки Янцзи і на Шаньдунському півострові) або близькою тим культурам, які перебували з двома останніми в постійних контактах.
Третій шар, висхідний до 2100–1400 років до н. е., тобто хронологічно збігається зі спільністю Ерлітоу (1900–1600 р. до н. е.) в районах середньої течії р.Хуанхе і з раннім етапом найдавнішого китайського держави Шан-Інь, містив у собі залишки городища.
Городище займало площу 3,5 км² і обнесений потужної стіною (вис. 4-6 м, шир. біля основи 40 м, вгорі — 20 м). Його за масштабом можна порівняти з ранньоіньськими містами, включно з Ерліганом. Разом з тим, йому притаманні й деякі специфічні особливості:
- міська стіна була виконана не в глинобитній техніці, а складена з керамічних брусків, висушених на повітрі;
- будівлі на його території мали не тільки прямокутну, але й круглу форму.
- знайдені речі — кераміка, бронзові судини, теж в цілому збігалися з їх ерлітоуськими та ранньоіньськими аналогами, але розрізнялися з ними в деталях форм і декору.

Зазначені археологічні матеріали дозволяють вважати, що в першій половині II тис. до н. е. в Саньсіндуе знаходився адміністративний центр регіональної культурної спільноти, яка, маючи місцеве походження, надалі розвивалася під визначальним впливом найдавніших китайських державних утворень і, можливо, полягала у васальній залежності від правителів Ерлітоу, а потім і Шан-Інь.

### Подальші
Пошукові роботи сезону 1986 року принесли воістину сенсаційні знахідки: у 450 м на північ від південної частини міської стіни, на відстані 30 м один від одного були розкриті дві ями, позначені як «К1» і «К2». Глибиною приблизно 1,5 м (146–164 й 140–168 см), вони мали майже вертикальні стінки і щільну нижню поверхню, тобто були заздалегідь підготовленими схронами. В обох ямах знаходилося в цілому 869 предметів, що відносяться до XIII–XI ст. до н. е., найдавніші з них датуються 1250 роком до н. е. Дата їх виготовлення збігається з ключовою для держави Шан-Інь історико—політичною подією — перенесенням столиці з правобережної зони р. Хуанхе на околицю її лівобережного району (поблизу сучасного м. Аньян, провінція Хенань — Їньсюй). Чим було викликано це подія, що відбулася, згідно з новітніми розрахунками, у 1300 році до н. е., залишається поки не ясним.
У «К1» були складовані здебільшого бронзовий посуд, нефритові прикраси, предмети ритуально—церемоніального призначення та ритуальна зброя. У переважній більшості вони були привізними, іньськими, виробами і предметами місцевого виробництва, виконаними за іньськими зразкам.
У «К2», під шаром слонячих бивнів, були заховані абсолютно незвичайні речі, серед них твори бронзової пластики і предмети, оброблені золотом. Багато виробів мали серйозні ушкодження, на деяких збереглися сліди вогню, в результаті чого виникає враження, що їх ховали в поспіху, намагаючись врятувати під час якоїсь катастрофи. У «К2» можливо, помістили предмети, які представляли особливу цінність для їх володарів.

## Опис

### Вироби з бронзи
Бронзова пластика включає в себе монументальну тривимірну фігуру, бюст, 54 зображення людських голів, кілька антропоморфних статуеток, 20 «масок», зображення зооморфних і фантастичних істот, а також пластичні композиції, що утворюють «вівтар» і моделі дерев.
Монументальна фігура стоячої людини (висота 172 см) височіла на складному по композиції постаменті, утвореному підставкою на чотирьох скульптурних ніжках у вигляді стилізованих слонячих голів з загнутими хоботами і підставою у формі зрізаної піраміди (загальна висота 262 см, вага 180 кг). Дивовижна для давньокитайського бронзоливарного виробництва тонкість лиття дозволила розробникам цього твору скрупульозно відтворити усі нюанси зовнішнього вигляду особи, включно з елементами костюма. Постать вбрана в довгу, які доходять ззаду до щиколотки, одежу, на перший погляд, схожу на китайський халат-пао, який вже існував у іньську епоху. Проте примітно наявність в ньому ряду специфічних особливостей: дяг має правий запах (а не лівий, прийнятий в китайському костюмі), його підлоги різної довжини, шийний виріз ззаду має трикутну форму, пояс (як обов'язковий елемент костюма) відсутній. Голову персонажа вінчає убір, подібний тіарі, який не збігається ні з одним з варіантів давньокитайських головних уборів, відомих за літературними описами та художнім зображенням. Тіара і шати вкриті геометричним орнаментом і стилізованими зображеннями зооморфно—фантазійних істот. Частина елементів візерунка має віддалену схожість з популярними мотивами декору іньських бронз, зокрема, з «візерунком грому», лейвень, зображеннями зміееподібного дракона-куй. Разом з тим, якщо в іньській орнаментиці панував принцип дзеркальної симетрії, то в даному випадку обробка шат навмисно асиметрична: на лівій стороні халата візерунок розташовано по вертикалі, на правій — по горизонталі. У мочках масивних вух трапецієподібної форми пророблені великі круглі отвори, мабуть, для сережок, які, як прийнято вважати, як індо—буддійське запозичення увійшли до вживання в Китаї не раніше III–IV ст н. е. Руки статуї з непропорційно великими долонями зігнуті, при цьому ліва долоня стиснута в кулак, немов утримуючи якийсь видовжений предмет зігнутої конфігурації, ймовірно слонячий бивень. Босі ноги людини прикрашені ножними браслетами, що знову суперечить звичаям китайців. Більшість дослідників сходяться на думці, що цей твір є скульптурним портретом місцевого правителя або духовного ієрарха.
У бронзовому бюсті (висота 40,2 см, вага 1046 г) відтворено людину в специфічному головному уборі, що віддалено нагадує шолом. У задній частині «шолома» укріплені 3 ледве вигнуті і розбіжні «віялом» конструкції. В манері виконання рук ця річ збігається з монументальною фігурою.
Мініатюрна пластика представлена кількома статуетками висотою до 3 см, деякі з них (наприклад, людина на колінах) перегукуються з іньськими нефритовими і кам'яними фігурками, інші (зразок статуеток, що зображають людину, що стоїть на одному коліні, або особи в одежі, схожої на туніку) являють собою зразки, унікальні для мистецтва епохи Шан-Інь.
Бронзові голови висотою 35—50 см, виконані в цілому за єдиною іконографічною схемою, але суттєво розходяться в характері трактування верхній частині голови і наборі додаткових деталей. У результаті в сучасних дослідженнях вони поділяються на вісім різних типів. Одні мають плаский верх, який може бути охоплений горельєфною смугою, що відтворює особливим чином покладену зачіску або головну прикрасу, сплетену, на зразок вінка, з тканин або металевих смуг. Інші голови мають округлу опуклість в області тім'я і доповнені різними елементами, в яких вгадуються зображення головних уборів у вигляді тіар або маленьких, щільно облягають верхівку капелюшок, а також головні пов'язки, що закінчується вузлом з великим бантом на потилиці. У деяких випадках показана коса, що спускається по спині, вуха пронизані 1—3 отворами.
На деяких головах залишилися фрагменти тонкого золотого листа, що утворюють подобу масок, наполовину приховують обличчя. Отже, їх творці володіли технікою обкладки бронзової поверхні золотом, яка є попередницею золочення. Крім згаданих скульптур, серед «саньсіндуйських» речей було присутнє ще кілька оброблених в аналогічній техніці предметів, зокрема дерев'яний жезл заввишки 14,2 см, обшитий золотим листом, на поверхні якого вигравіруваний орнамент, що поєднує стилізовані зображення людських облич, риб і хижих птахів.
Бронзові «маски» за розміром поділяють на три серії, а за художніми особливостями — на п'ять морфологічних типів. Найбільша з них досягає 138 см заввишки, ще дві речі — висотою 80 см важать 20 кг кожна. Розмір інших «масок» коливається від 20 до 50 см. Низка масок, об'єднаних у «тип V», доповнений складною вертикальною конструкцією, що закриває носову частину обличчя і підноситься у вигляді навершя.
Зооморфна скульптура представлена зображенням голови заввишки 43,3 см хижого птаха з родини яструбиних і статуеткою півня заввишки 10,3 см, довжиною 14, 3 см, вагою 272 г, живою і реалістичною (слід зазначити, що образи півня і хижих птахів, за винятком сови, не були характерні для іньського мистецтва). У «натуралістичній» манері виконана також фігура повзучою змії, при цьому плазуна було показано в натуральний розмір і характеризується достовірною передачею усіх природних прикмет (це зображення дійшло розколотим на три частини).
У низці зооморфно—фантастичних скульптур примітно кілька речей. По-перше, звертає на себе увагу статуетка висотою 12 см, що вінчає предмет, схожий на скіпетр. Вона зображує фігуру з тулубом хижого птаха та людською головою, що завершується конструкцією у вигляді оленячих рогів. По-друге, фігурка з мордою хижого звіра, цапиними рогами і змієподібним тулубом, що прикрашає предмет незрозумілого призначення циліндричної форми висотою 41,4 см. Згадані твори показують, що місцеві майстри однаково володіли навичками створення реальних і фантастичних скульптурних образів.
Виріб, що ототожнюється з вівтарем, було реконструйовано з окремих фрагментів і деталей. У зібраному вигляді воно являє собою складну скульптурну композицію, висотою близько пів метра, що складається з 3 художньо оформлених ярусів. Нижній ярус утворено скульптурою фантастичної істоти, в образі якого поєднуються тулуб хижака, роги парнокопитного тваринного і пташиний хвіст. Середній ярус включає в себе 4 фігури стоять і повернуті спинами один до одного людей, які, у свою чергу, служать опорами для конструкції з 4 пластин напівсферичної форми, прикрашених орнаментом. Верхній ярус утворено кубом, на поверхні якого розташовані рельєфні фігури стоять людей, а над бічними частинами підносяться парні пластичні зображення фантастичних істот у вигляді рогатих хижих птахів.
Бронзові моделі дерев являють собою найбільш масштабні, багатофігурні і складні в технологічному відношенні пластичні твори. Судячи зі знайдених фрагментів, в «К2» знаходилися чотири таких моделі, але вдалося відновити тільки одну: чотириметрову конструкцію з фігурною основою і «стовбура», утвореного декількома секціями порожнистих труб, до яких прикріплені три розташовані один над одному рядків вигнутих тонких труб, що передають гілки. До «гілок», що закінчується стилізованими зображеннями листя і бутонів, прикріплені фігурки хижих птахів. Підставка прикрашена скульптурним зображенням фантастичної істоти, в образі якого переважають риси хижака, що дозволяє вбачати в ньому «варту» дерева. Виходячи з досвіду світової релігії та художньої культури, цю модель, що включає в себе образи дерева, квітів, птахів і чудовиська-«варти», його правомірно інтерпретувати як зображення Дерева життя — безсмертя.
Серед бронзових речей були присутні також предмети, що не відносяться до творів мистецтва, але примітні в семантичному відношенні. Це, перш за все, бронзові колеса з п'ятьма спицями (діаметр близько 85 см), в яких можна угледіти предмети ритуального характеру, що мали солярну символіку і одночасно вказують на можливість знайомства їх творців з колісним транспортом. Іншу категорію виробів складають ромбовидної форми пластини (27,5-76,3 х12, 2-83, 7 см), прикрашені посередині опуклим диском, що також дозволяє ототожнювати їх з солярними символами. Судячи з наявних отворів, пластини кріпилися до дерев'яної поверхні і могли служити прикрасою зовнішніх стін або інтер'єру палацу, чи святилища.

### Зброя
Чималий інтерес представляють різновиди «саньсіндуйської» зброї, зовні ідентичні іньським сокирам (юе) і клевцам (ге). У дійсності «саньсіндуйські» сокири відрізняються від іньських бойових сокир не тільки формою, але й важливими технологічними деталями: вони забезпечені лезом, заточеним з обох сторін, і вушками, що дозволяли насаджувати лезо на древко. Вони були більш надійним та ефективним зброєю, ніж іньські, лезо яких, заточене тільки з одного боку, вставляли в розщеплене древко, або прив'язувалося чи прибивалося до нього.
«Саньсіндуйські» клевці теж мають вушко для насадки, сильно витягнуту форму і зубчасті краї, що робило їх більш небезпечними в бою, ніж іньські. Самою незвичайною стала знахідка нефритового меча завдовжки 28 см), доповненням якої служить пара аналогічних бронзових мечів довжиною 20,2 і 20,9 см, виявлених у 1989–1990 роках в околицях м.Ченду і які датуються також кінцем II тис. до н. е. Отже, на південному заході Стародавнього Китаю меч з'явився значно раніше, ніж у центральних районах, де його почали застосовувати не раніше VIII ст. до н. е. і, мабуть, під впливом військової практики кочового, скіфського, світу.

### Ливарство
«Саньсіндуйські» бронзи відрізняються від іньських за хімічним складом. Хоча в обох випадках основними компонентами бронзового сплаву були мідь (тун 铜), олово (сі 锡) і свинець (цянь 铅), їх процентний вміст виявляється різним. Частина речей зроблена із сплаву з високим, порівняно з іньськими бронзами, вмістом заліза (ті 铁, до 3,42%), нікелю (не 镍, до 1,32%), фосфору (лін 磷, до 2,12%), кремнію (гуй 硅, до 0,9%) і алюмінію (люй, до 0,34%), тоді як, бісмут (бі 铋), арсен (шень 砷) і стибій (ти 锑), які стійко входять в іньські сплави, в «саньсіндуйському» виробництві бронзи практично відсутні.
Вказані відмінності можна пояснити якістю природного складу руд. Проте таке пояснення не цілком поширюється на збройові сплави. Іньські зброярі використовували сплав з високим вмістом свинцю і олова (понад 26%) — металів, що додають бронзі не лише тягучість, бажану при виплавці, але і м'якість. «Саньсіндуйські» збройовий сплав складається з 87-98,4% міді, а свинцеві і олов'яні домішки іноді взагалі не використовуються або вводяться в нього в малих обсягах — до 1,64% і 7,98% відповідно, підвищуючи міцність зброї. Незаперечним доказом досягнень «саньсіндуйського» виробництва служить також вміння місцевих майстрів виплавляти тонкостінні бронзи і порожнисті труби, що вимагали особливих технологічних прийомів.
Аналіз «саньсіндуйських» речей дозволяє зробити висновок, що в порівнянні з іньцами їх творці володіли більш довершеним виробництвом бронзових речей, збройовою справою і навичками роботи із золотом, вміли відливати монументальну скульптуру, а також мали розвинене релігійне уявлення, яке потребувало, на відміну від вірувань іньцев, культового образотворчого мистецтва.

## Можливі причини зникнення
Археологи вважають, що причиною зникнення культури Саньсіндуй міг бути землетрус.[джерело?]

Саньсіндуй
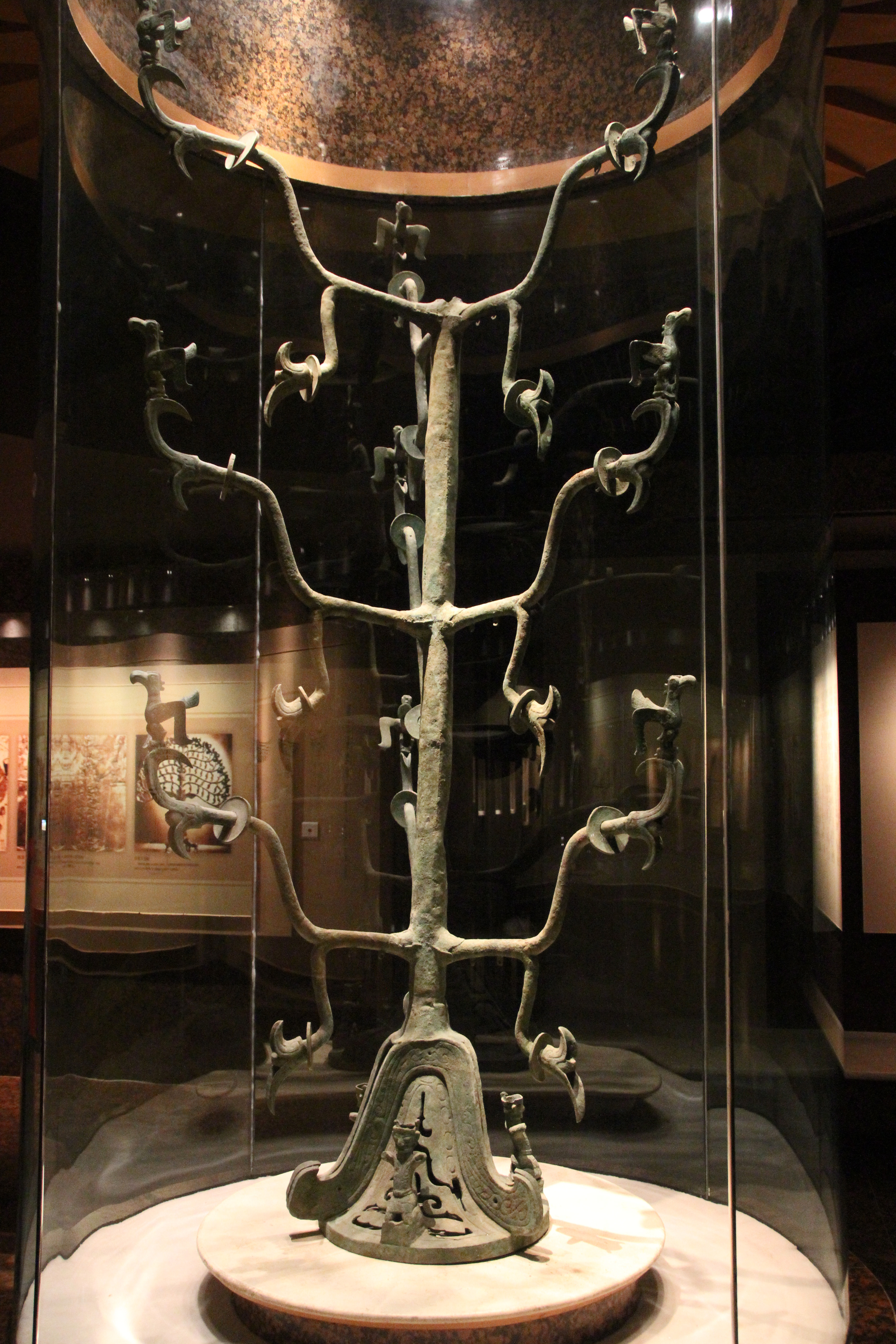
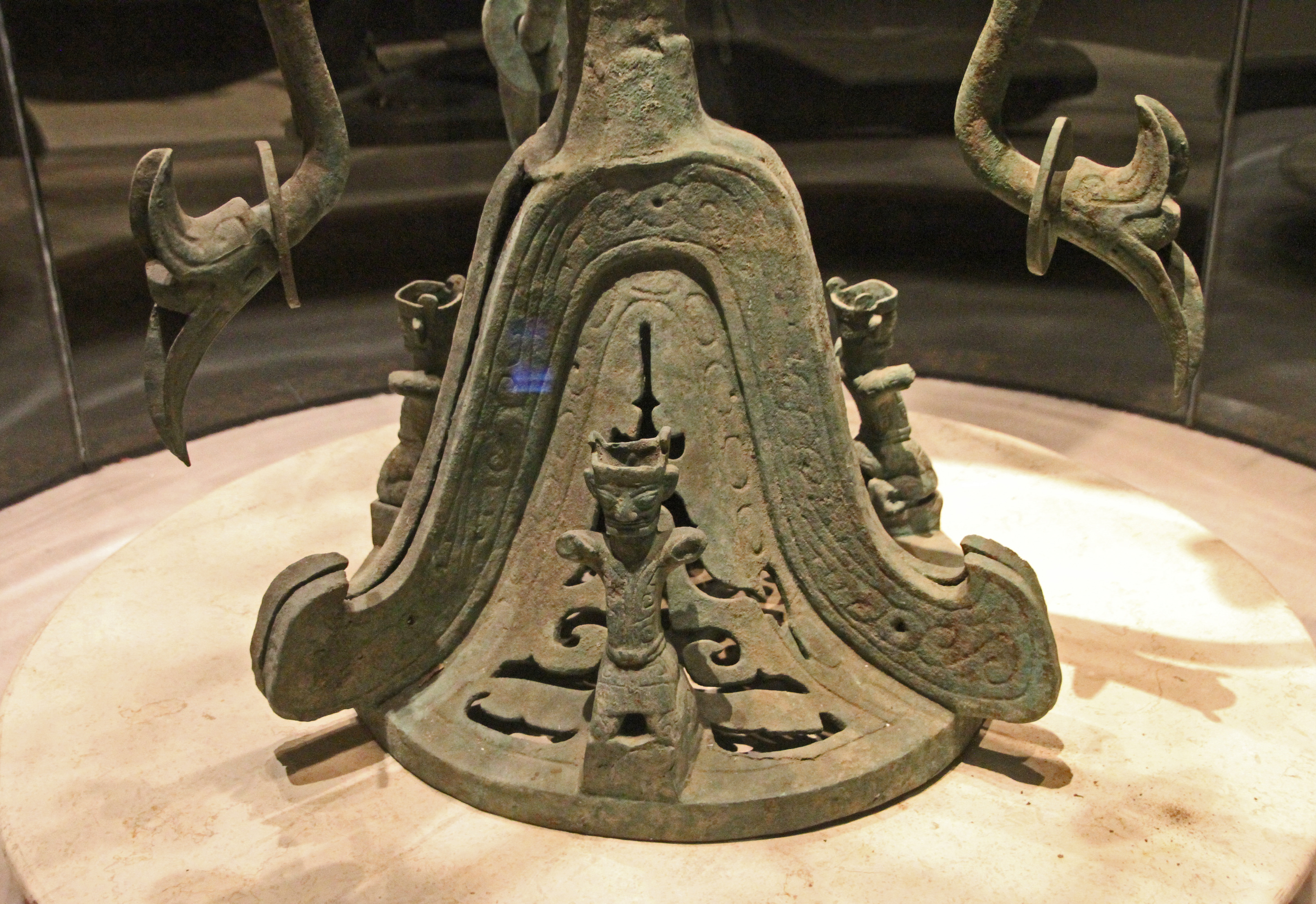
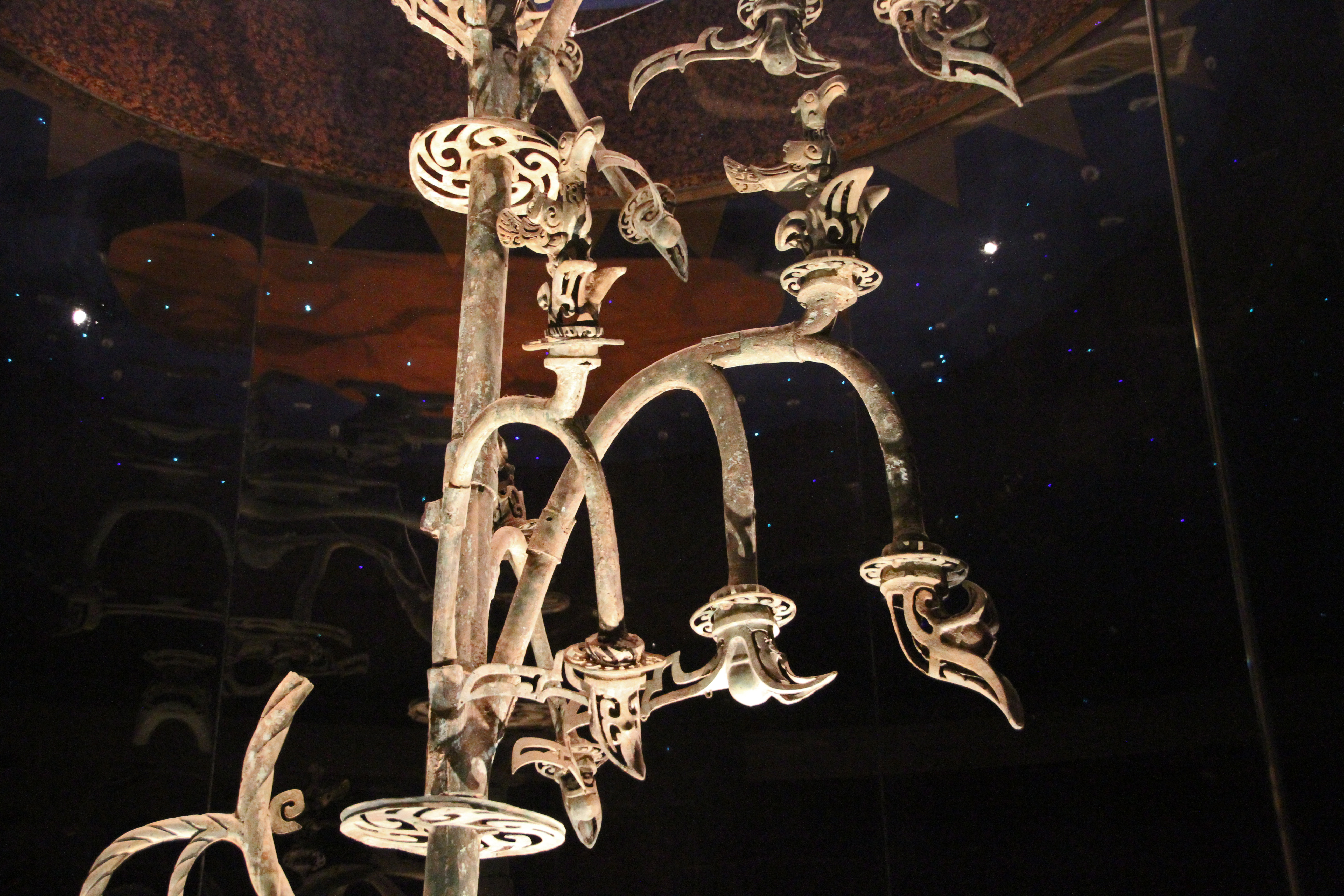
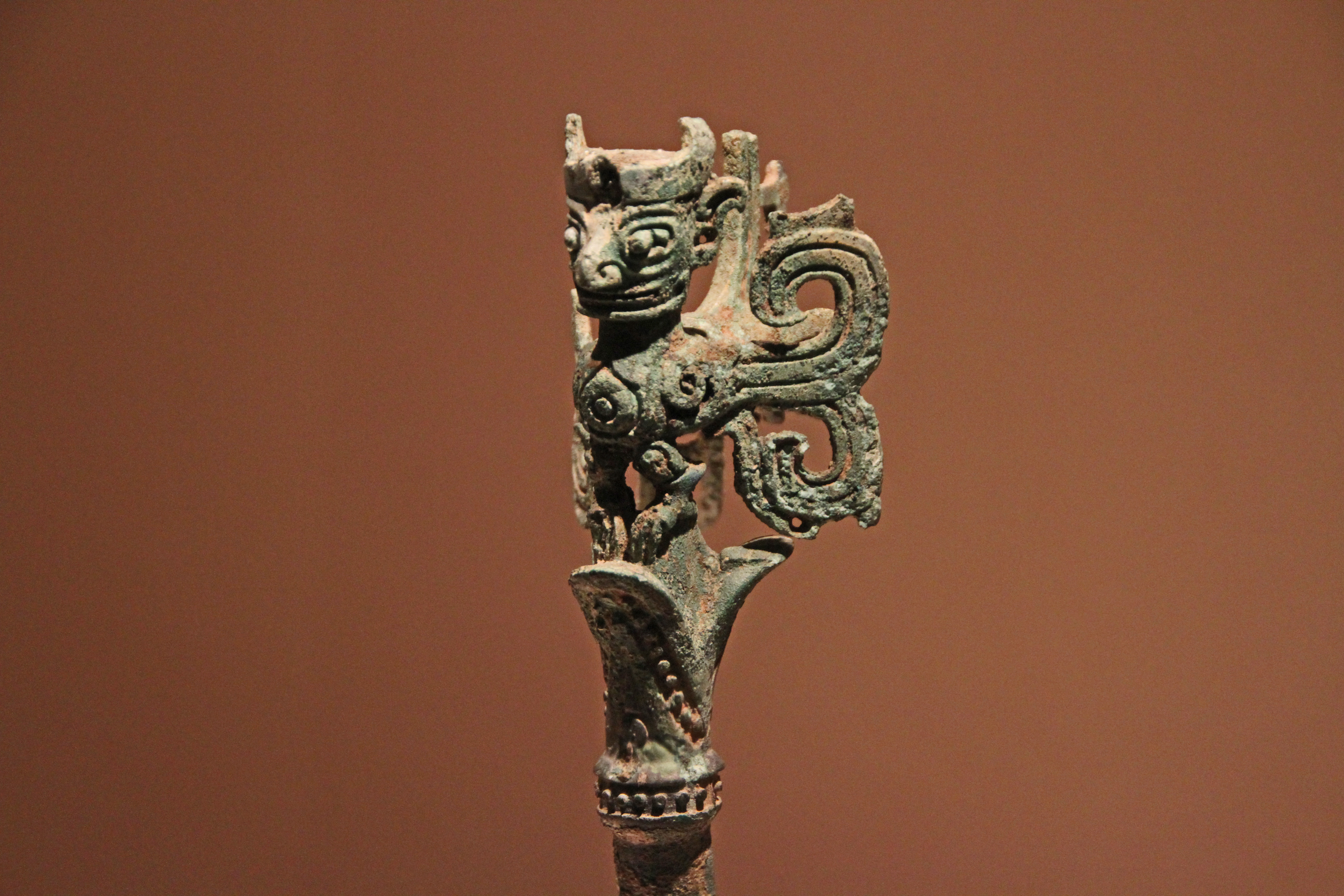
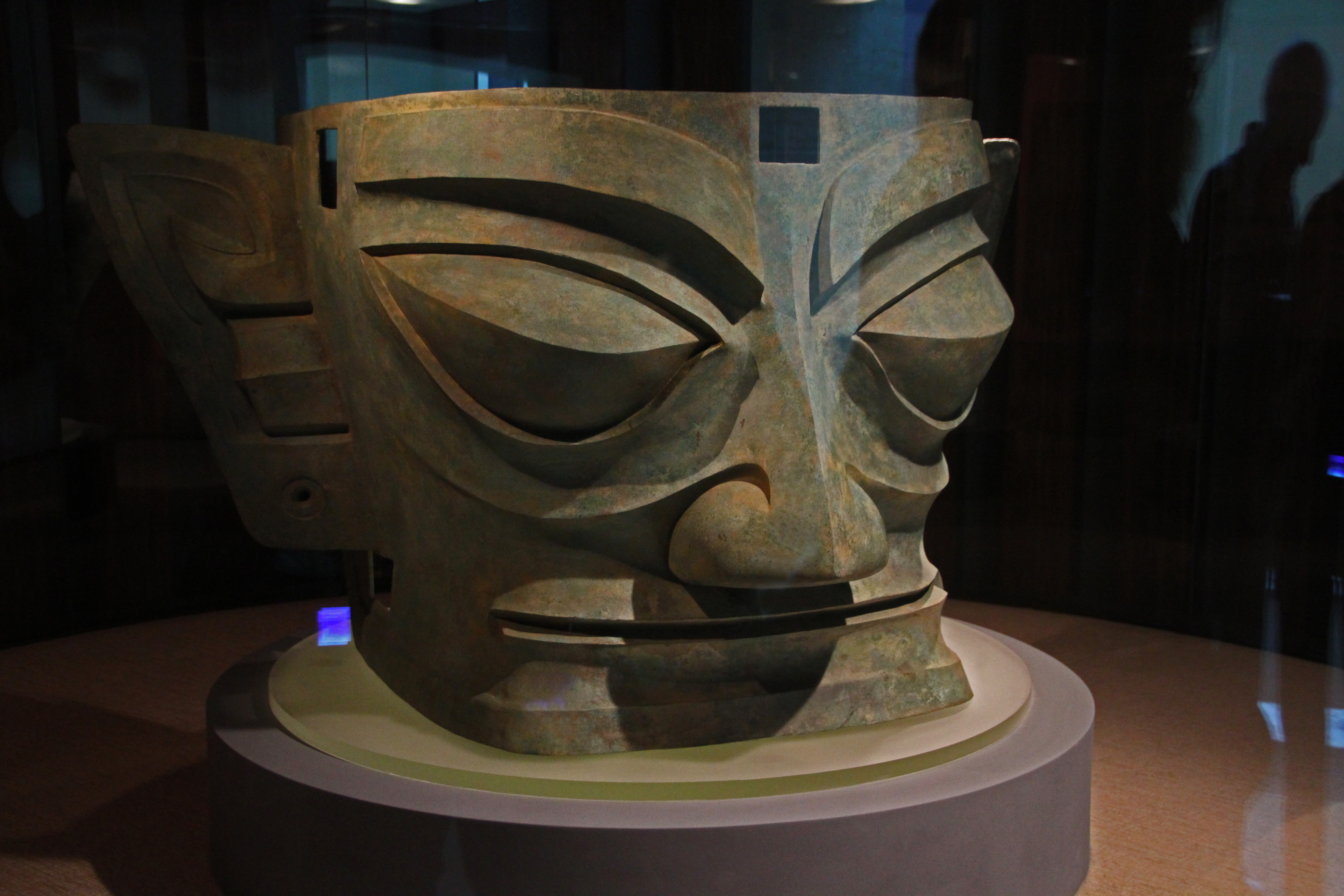
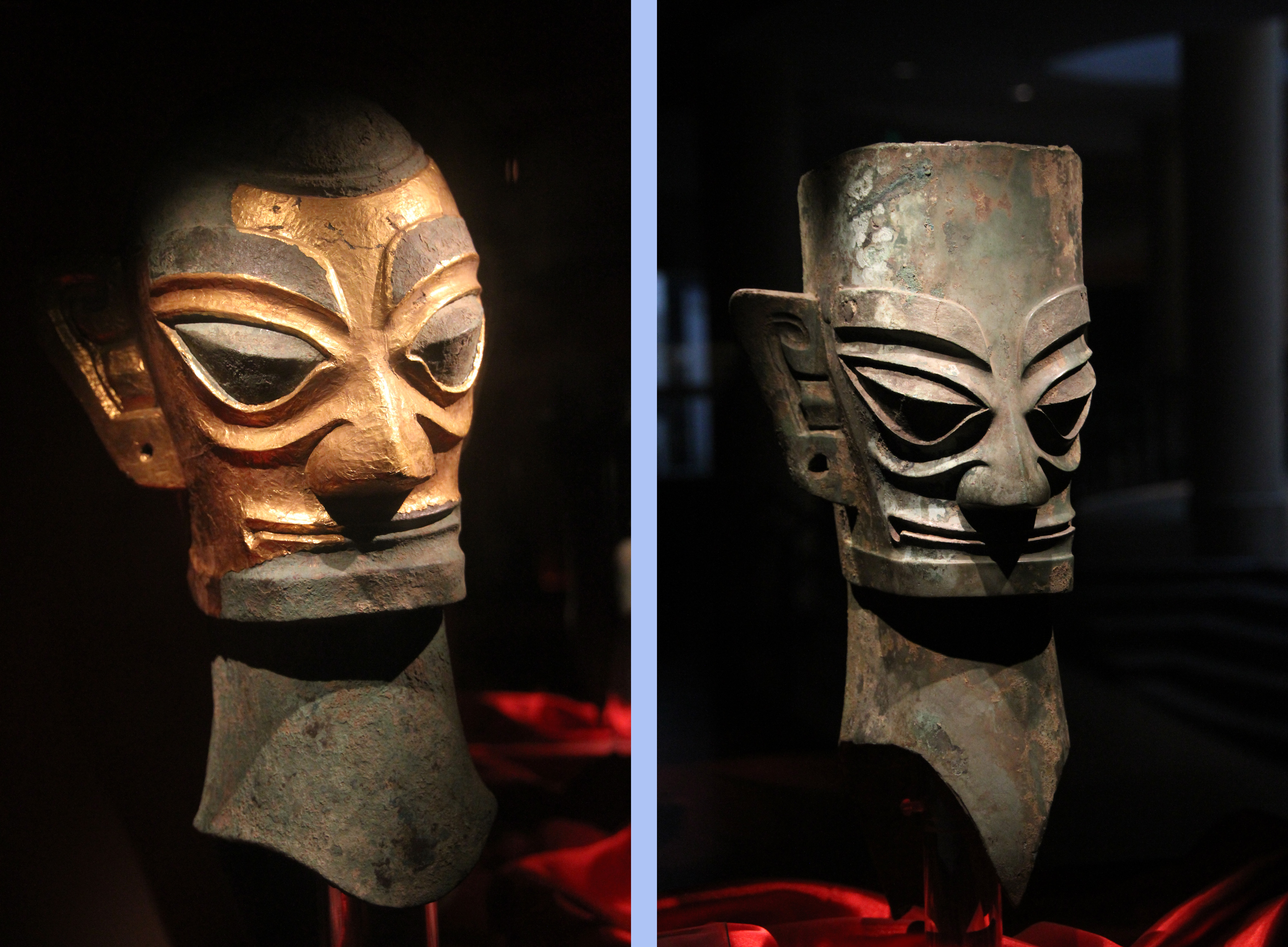
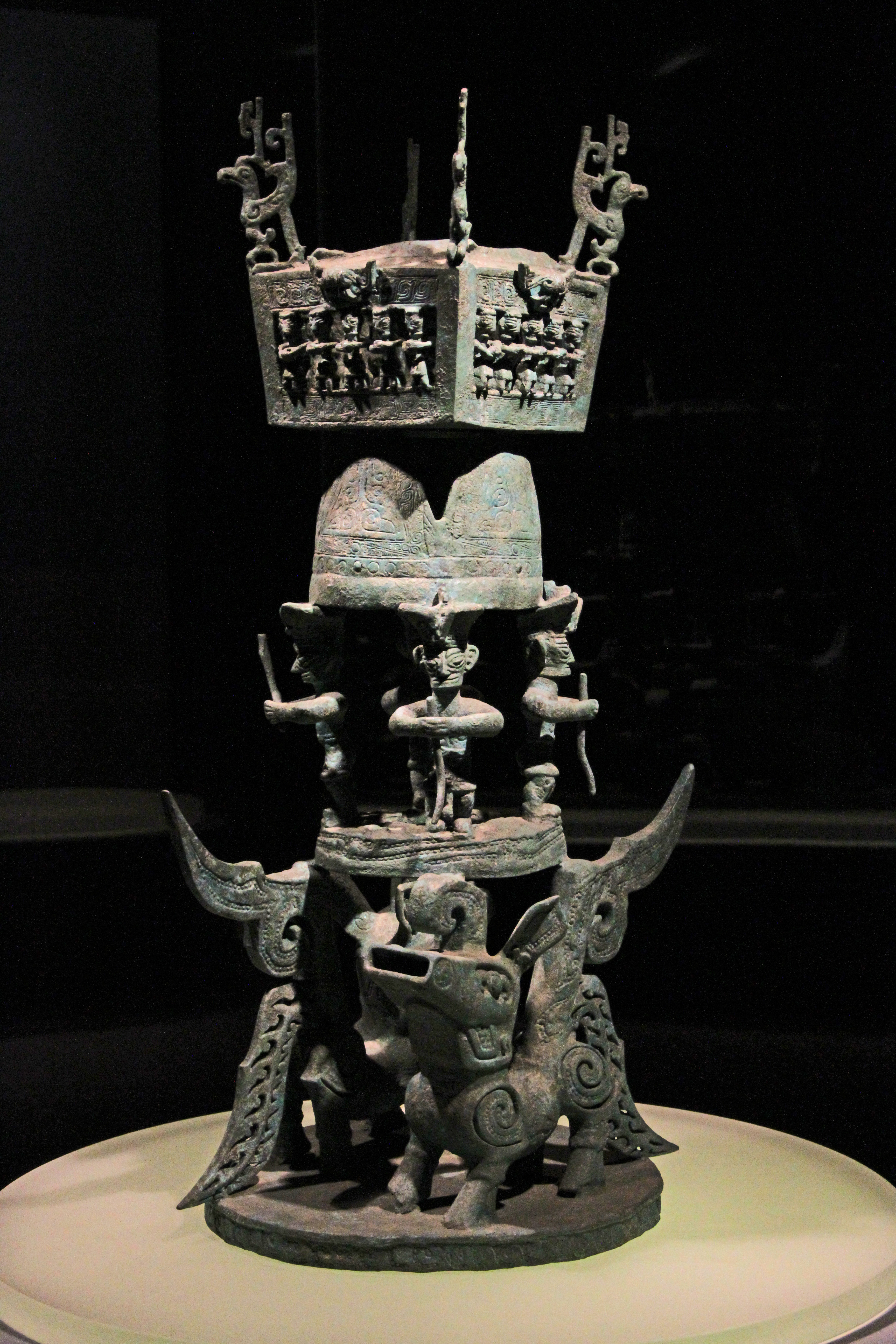
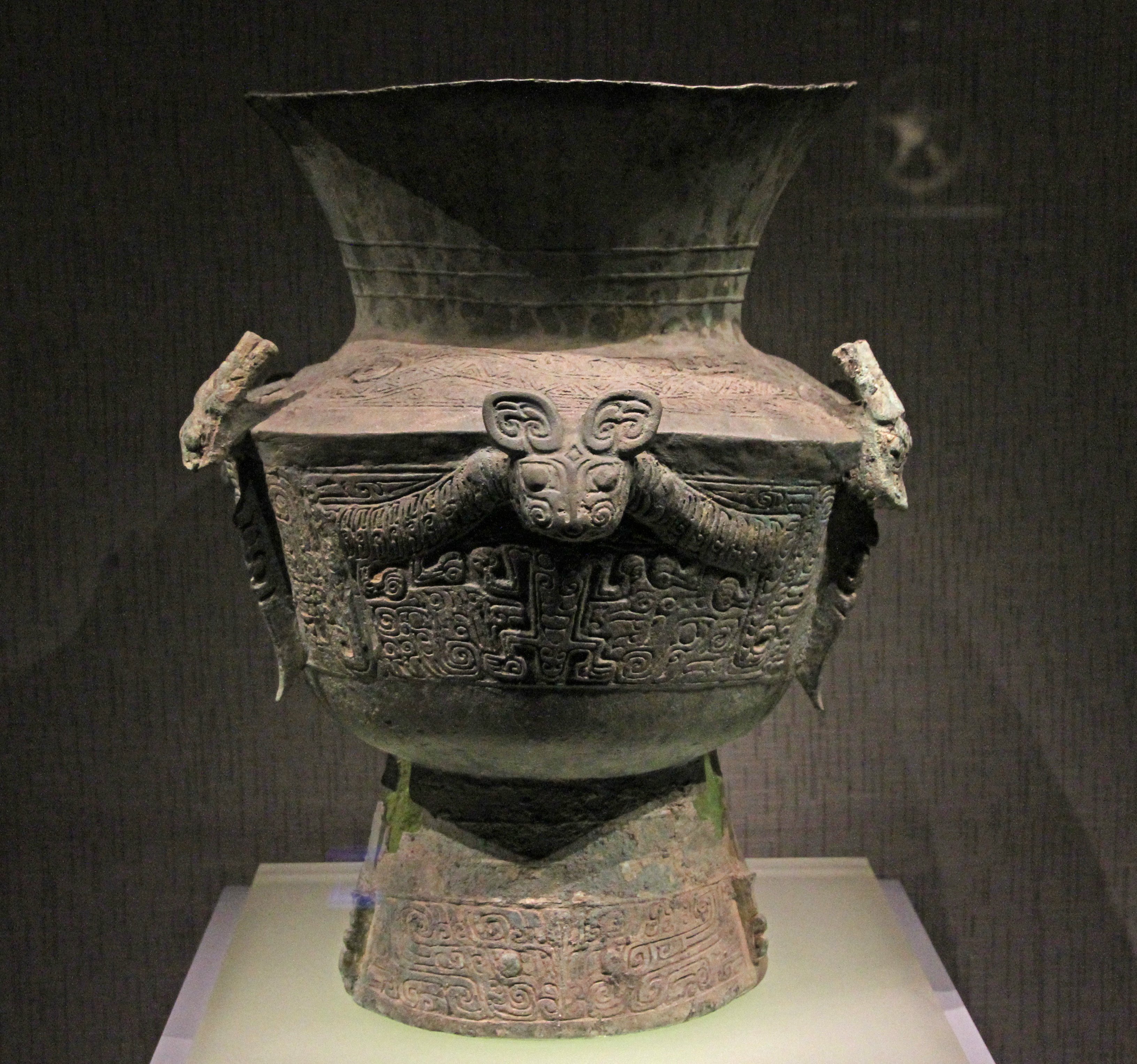